# 夏育 (东汉)
夏育（?—?），東漢下邳郡淮浦縣人。

## 生平

### 戰功彪炳
早年經歷不詳，建寧二年(169年)時，破羌將軍段熲決心對叛羌進行毀滅性打擊，夏育此時是段熲的假司馬，受命率五千人突襲凡亭山叛羌大營，且獲取勝利。叛羌殘部逃往射虎谷，段熲又命夏育率七千人趁夜紮營，最後隨段熲等大破叛羌，也平定了羌人的叛亂。

熹平三年(174年)，鮮卑襲擊北地郡，時任太守的夏育率領屠各反攻追擊，大勝。朝廷也因此任命夏育為護烏桓校尉。

### 兵敗被貶
熹平六年(177年)，夏育上奏朝廷：「鮮卑屢次寇邊，請徵調幽州各郡部隊出塞反擊，不用兩年，一定可以完全撲滅。」這項建議受到大部份大臣的反對，但是王甫因為護羌校尉田晏的請託，極力贊成這項建議。因此漢靈帝就在八月命夏育出高柳，田晏出雲中，匈奴中郎將臧旻率南匈奴出雁門，各路率一萬人，三路出塞討伐鮮卑。鮮卑首領檀石槐動員三部大人迎戰，夏育等三路潰敗，輜重符節全部喪失，各將領都只率領數十騎逃回，十之七八遭鮮卑屠殺。於是夏育等被裝入囚車壓送回京，三人出錢贖罪才得以貶為平民。

### 後事
夏育後事不見史書記載，不過在中平元年(184年)，邊章、韓遂等人叛變，羌人也隨之參與，並將當時的護羌校尉夏育，包圍在漢陽的畜官。蓋勳率領軍隊前去營救，在狐槃遭遇大敗。夏育也不知所終，也沒有記載說明這兩個夏育是否為同一人。